# サルマーン・カーン
サルマーン・カーン（Salman Khan, IPA:[səlˈmaːn ˈxaːn], 本名:Abdul Rashid Salim Salman Khan, 1965年12月27日 - ）は、インドの映画俳優、フィルムフェア賞受賞者。80作以上のボリウッドに出演している。インドの映画史で最も有名な俳優の一人とみなされている。

## フィルモグラフィー
- サージャン/愛しい人 Saajan (1991)
- 踊るツインズ Judwaa (1997)
- ミモラ 心のままに Hum Dil De Chuke Sanam (1999)
- ダバング 大胆不敵 Dabangg (2010)
- タイガー 伝説のスパイ Ek Tha Tiger (2012)
- うそつきは警官の始まり Phata Poster Nikhla Hero (2013)
- ヒーローはつらいよ Main Tera Hero (2014)
- バジュランギおじさんと、小さな迷子 Bajrangi Bhaijaan (2015)
- プレーム兄貴、王になる Prem Ratan Dhan Payo (2015)
- スルターン Sultan (2016)
- タイガー 甦る伝説のスパイ Tiger Zinda Hai (2017)
- PATHAAN/パターン Pathaan (2023)
- タイガー 裏切りのスパイ Tiger 3 (2023)